# Hybridluftschiff
Hybridluftschiffe (auch Hybride Luftschiffe) kombinieren die Vorteile der Schwerer-als-Luft-Technologie (englisch heavier-than-air, HTA) mit der Leichter-als-Luft-Technologie (engl. lighter-than-air, LTA). Dabei wird der benötigte Auftrieb einerseits dadurch erzeugt, dass das Fluggerät mit einem Traggas gefüllt ist (wie ein konventionelles Luftschiff), andererseits z. B. liefern zusätzlich angebrachte Tragflächen aerodynamischen Auftrieb. Der aerodynamische Auftrieb kann deutlich mehr als 50 % des Gesamtauftriebes ausmachen.

## Eigenschaften
Hybridluftschiffe vereinen die Vorteile von Luftschiffen und Flugzeugen. In der Handhabung am Boden sind sie einfacher als konventionelle Luftschiffe, da die Böen-Empfindlichkeit geringer ist. So werden keine großen Bodenmannschaften benötigt und keine Haltemasten. Hybride Luftschiffe könnten herkömmliche Flughäfen nutzen und aus eigener Kraft am Boden rollen.
Die Flugleistungen sind besser als die konventioneller Luftschiffe und die Menge des benötigten Traggases (für eine identische Nutzlast) ist geringer.
Nachteilig im Vergleich zu konventionellen Luftschiffen ist, dass Hybridluftschiffe nicht in der Lage sind auf der Stelle zu schweben, um Lasten aus der Luft punktgenau abzusetzen. Es wird in der Regel eine Lande-/Startbahn benötigt.
Beispiele sind der Prototyp Lockheed Martin P-791, der 2006 zum ersten Mal abhob, das Long Endurance Multi-Intelligence Vehicle von Northrop Grumman (Erstflug 2012) und das Projekt Airlander.

## Belege
- Hybrid-Luftschiff zur Überwachung Afghanistans: Fluggerät könnte schon Mitte 2010 Aufklärungsarbeit leisten, Pressetext vom 24. September 2009.